# Stazione di Orihara
La stazione di Orihara (折原駅?, Orihara-eki) è una stazione ferroviaria situata nella cittadina di Yorii della prefettura di Saitama in Giappone, ed è servita dalla linea Hachikō della JR East.

## Linee
JR East
■ Linea Hachikō

## Struttura
La stazione è dotata di un marciapiede singolo, con un binario utilizzato dai treni di entrambe le direzioni.

## Stazioni adiacenti
| «             | Servizio      | »             |
| Linea Hachikō | Linea Hachikō | Linea Hachikō |
| ------------- | ------------- | ------------- |
| Takezawa      | Locale        | Yorii         |